# Saurenhaus (Dönberg)
Saurenhaus ist eine Hofschaft im Norden der bergischen Großstadt Wuppertal.

## Lage und Beschreibung

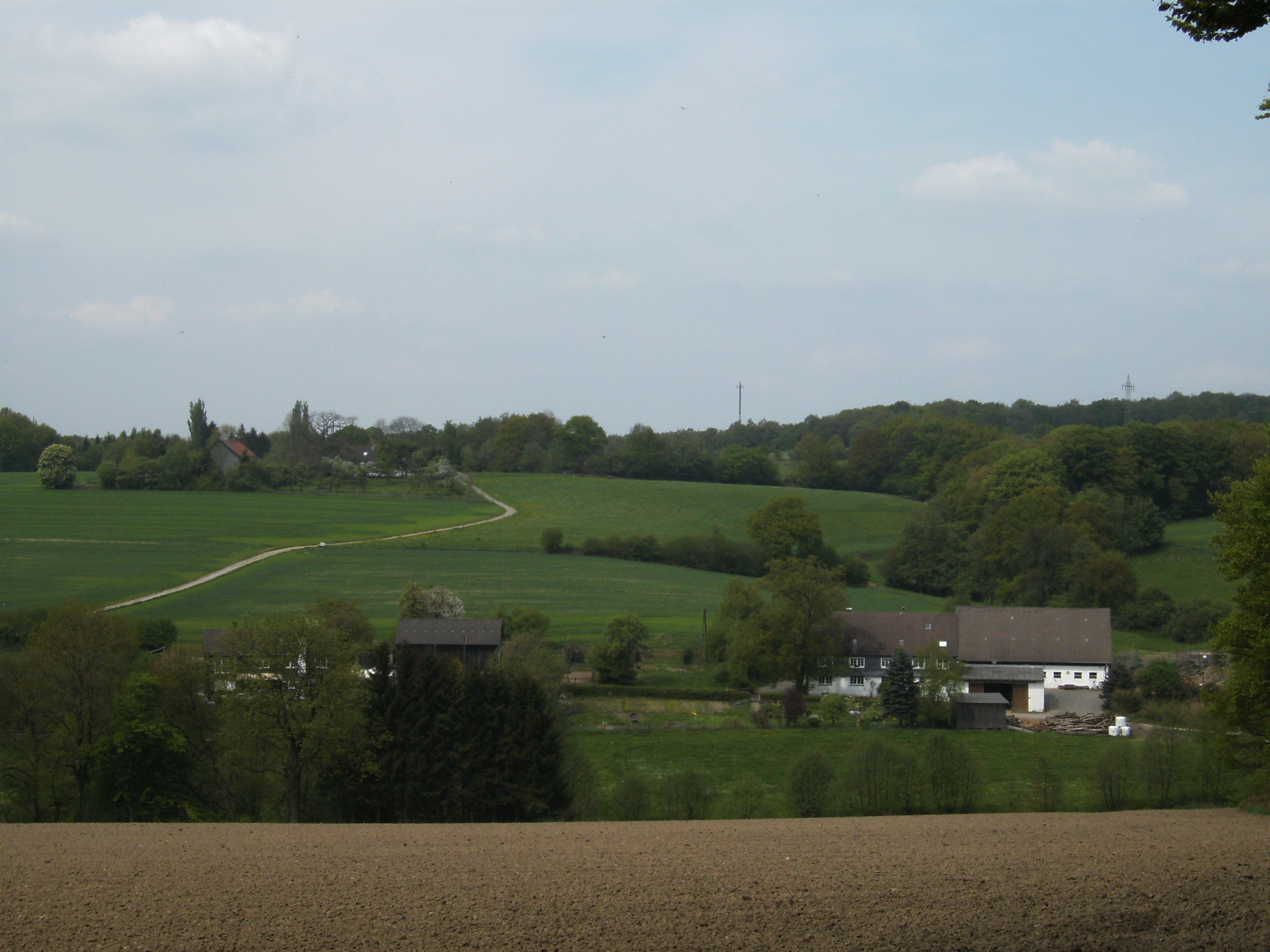
Ansicht von Saurenhaus

Die Hofschaft liegt im Südwesten des Wohnquartiers Dönberg im Stadtbezirk Uellendahl-Katernberg auf einer Höhe von 238 m ü. NHN im Tal des Hardenberger Bachs. 
Benachbarte Orte sind neben Dönberg Schmürsches, Siebeneick, Mutzberg, Knorrsiepen, Dümpel, Engelshaus, Jungenholz, Grades, Bruch, Schimmelshaus, Worth, Brink, Unten-  und Obenrohleder. Südlich befindet sich die Erhebung Woltersberg im Waldgebiet Große Busch/An Woternocken. 
Der Wuppertaler Rundweg führt an Saurenhaus vorbei, das nicht mit dem Saurenhaus im Wuppertaler Wohnquartier Schöller-Dornap zu verwechseln ist.
In der lokalen Mundart wurde der Ort auch als Surenes bezeichnet.

## Geschichte
Saurenhaus wurde erstmals 1355 als Suren huis in einem Verzeichnis der zur Herrschaft Hardenberg gehörenden Güter urkundlich erwähnt und gehörte im Spätmittelalter zum Bereich des Herzogtums Berg. In der frühen Neuzeit ist die Zugehörigkeit zur Hardenberger Bauerschaft Oberste Siebeneick beurkundet.
Im 19. Jahrhundert gehörte Saurenhaus zu der Bauerschaft Obensiebeneick und der Kirchengemeinde Dönberg in der Bürgermeisterei Hardenberg, die 1935 in Neviges umbenannt wurde. Damit gehörte es von 1816 bis 1861 zum Kreis Elberfeld und ab 1861 zum alten Kreis Mettmann. 
Im Gemeindelexikon für die Provinz Rheinland von 1888 werden zwei Wohnhäuser mit 22 Einwohnern angegeben.
Mit der Kommunalreform von 1929 wurde der südöstliche Teil von Obensiebeneick abgespalten und zusammen mit südlichen Dönberger Ortschaften in die neu gegründete Stadt Wuppertal eingemeindet, der Rest Obensiebeneicks mit Saurenhaus verblieb zunächst bei Neviges. Durch die nordrhein-westfälische Gebietsreform kam Neviges mit Beginn des Jahres 1975 zur Stadt Velbert und das restliche Obensiebeneick wurde ebenfalls Wuppertal eingemeindet.